# Región Austurland
Austurland (en español: Región del este) es la más oriental de las ocho regiones administrativas de Islandia. Tiene una superficie de 21 986 km² y 13 786 habitantes. Su capital es Egilsstaðir, que tiene 2300 habitantes y un aeropuerto internacional.

## Geografía
Es la segunda región más grande del país, después de Suðurland, con la que limita por el sudoete. Es comparable en términos de extensión a la de El Salvador o a la mitad de Suiza.   
Por el noroccidente limita con la de Norðurland Eystra. Al oriente, la bañan el Atlántico Norte y el Ártico.   
El extremo oriental de Islandia está en Norðfjarðarhorn, a 25 km al noreste de Eskifjörður. Alberga además el sitio más alto del país, el monte Hvannadalshnjúkur, con 2 119 m s. n. m.
Contiene varios volcanes, como el Esjufjöll, el Grímsvötn, el Hvannadalshnjúkur, el Kverkfjöll, el Thordarhyrna y el Öræfajökull.
El punto turístico más importante de la región es el cañón de columnas de basalto Stuðlagil, situado a 70 km al noreste de Egilsstadir. 

### Hidrografía
En el sur se encuentra la porción oriental del el glaciar Vatnajokull, el mayor de Islandia y el segundo de Europa. Esta es su principal fuente hídrica.
Su río más extenso es el Jökulsá á Dal. En 2009 se construyó la central hidroeléctrica de Kárahnjúkar.
En su zona suroriental está el parque nacional de Skaftafell, donde se encuentra la cascada Svartifoss. Otras cascadas de la región son la de Hengifoss y la de Morsárfoss, la más alta del país.
Algunos de sus lagos son el Grímsvötn, el Hálslón, el Jökulsárlón y el Lagarfljót.

## Demografía

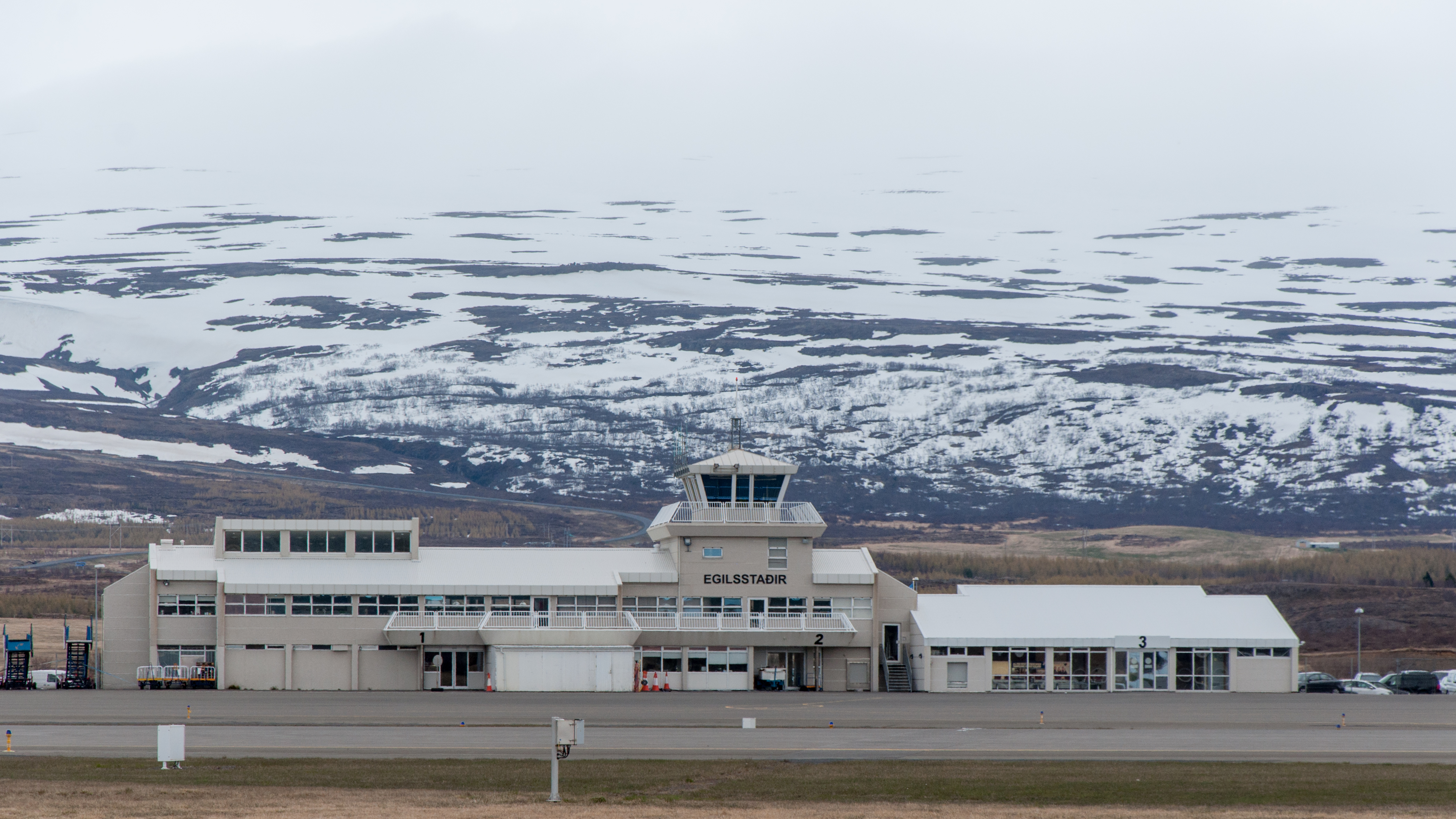
Aeropuerto de Egilsstaðir.

Alberga a unas 13 786 personas (2008), repartidas dentro de un territorio de 21 986 km². La densidad poblacional es de 0,63 habitantes/km², la más baja de las ocho regiones de Islandia. El promedio nacional es de casi 3 hab/km². Es la tercera región menos poblada del país, después de Vestfirðir y Norðurland Vestra. 

### Condados
Contiene tres condados:
- Austur-Skaftafellssýsla
- Norður-Múlasýsla
- Suður-Múlasýsla

### Municipios

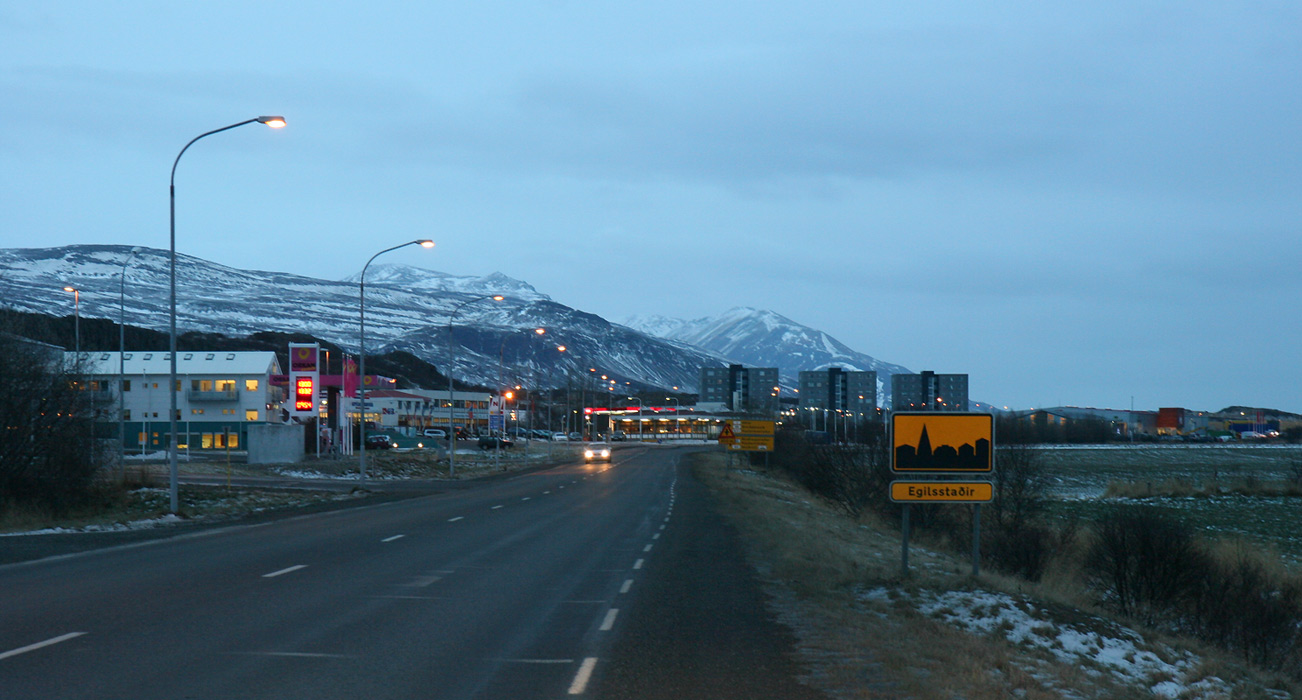
La ciudad de Egilsstaðir, la mayor de Austurland.

Austurland comprende los siguientes nueve municipios:
- Borgarfjarðarhreppur
- Breiðdalshreppur
- Djúpavogshreppur
- Fjarðabyggð
- Fljótsdalshreppur
- Fljótsdalshérað
- Hornafjörður
- Seyðisfjörður
- Vopnafjarðarhreppur